# Charente (řeka)
Charente je řeka v západní Francii (Limousin, Poitou-Charentes). Je 360 km dlouhá. Plocha povodí měří 10 000 km².

## Průběh toku
Pramení na západě Francouzského středohoří. Teče severním okrajem Garonské nížiny a ústí do Biskajského zálivu Atlantského oceánu, přičemž vytváří estuár dlouhý přibližně 15 km.

## Vodní režim
Vyšší stav vody má v zimě a na jaře, zatímco v létě a na podzim má vody málo. Průměrný průtok vody u města Saintes, ke kterému dosahuje vliv mořského přílivu, činí 140 m³/s.

## Využití
Nedaleko ústí se nachází námořní přístav Rochefort.